# SOS Daddy

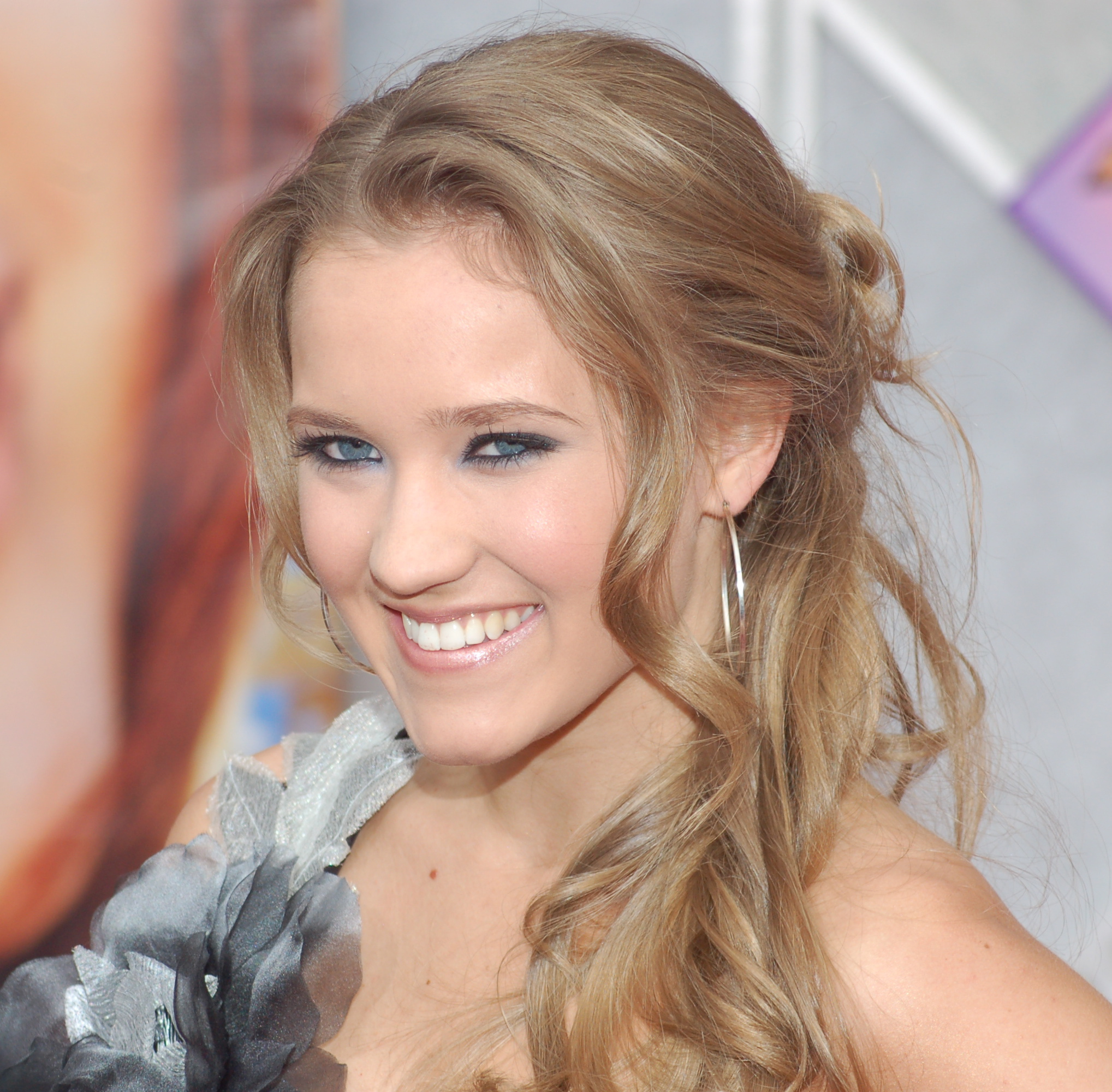
Emily Osment lors de la sortie de SOSDaddy en 2009

SOS Daddy (Dadnapped) est un téléfilm américain de la collection des Disney Channel Original Movie sorti en février 2009 sur Disney Channel USA. Il a été diffusé pour la première fois en France mercredi 8 avril 2009 à 18h10. La distribution comprend plusieurs stars des séries Disney Channel comme Emily Osment, Jason Earles et Moises Arias de Hannah Montana, David Henrie, Jennifer Stone et Kirsten Storms des Sorciers de Waverly Place et Phill Lewis (La Vie de palace de Zack et Cody). Disney affirme que les audiences de 4,6 millions de téléspectateurs lors de sa première diffusion aux États-Unis ont surpassé ses attentes.

## Synopsis
Melissa Morris (Emily Osment) essaye désespérément d'obtenir plus d'attention de son père toujours préoccupé, best-seller de l'auteur Neal Morris (George Newbern). Elle vit dans l'ombre de Tripp Zoome, un roman d'espionnage populaire écrit par son père. Au cours de vacances père-fille, un événement inattendu se passa : l’enlèvement de son père, d’abord par des fans et puis par deux frères (Phill Lewis et Seth Packard) sans motif particulier.

## Fiche technique
- Titre original : Dadnapped
- Réalisateur : Paul Hoen
- Producteur : Don Schain
- Distribution : Disney Channel
- Diffusion :  États-Unis : 2 février 2009 sur Disney Channel USA /  France : 8 avril 2009 sur Disney Channel France et Samedi 12 décembre 2009 sur NRJ12

## Distribution
- Emily Osment (VF : Lucile Boulanger) : Melissa Morris-Hamilton
- David Henrie (VF : Donald Reignoux) : Wheeze Jensen
- Moises Arias (VF : Pascal Casanova) : André Jensen
- Jason Earles (VF : Alexis Tomassian) : Merv Kilbo
- Denzel Whitaker (VF : Jérôme Berthoud) : Sheldon
- George Newbern (VF : George Caudron) : Neal Morris
- Phill Lewis (VF : Laurent Morteau) : Maurice Legarche
- Charles Halford (VF : Marc-Antoine Frédéric) : Skunk
- Jennifer Stone : Debby (Voix)
- Kenda Benward : Susie
- Kirsten Storms : Meagan Holt
- Seth Packard : Sammy
- Hunter Schone : Joe
- Jonathan Keltz (VF : Benjamin Pascal) : Tripp Zoome
- Joey Miyashima : Un flic

Version française
- Société de doublage : Dubbing Brothers France
- Direction artistique : Martine Meirhaeghe
- Adaptation des dialogues : Galia Prate

Source : carton de doublage sur Disney+ 

## Musique
La chanson du film SOS Daddy est Hero in Me interprétée par Emily Osment.

## Commentaires
- Emily Osment, Jason Earles et Moises Arias font partie des six acteurs principaux de la distribution de la série Hannah Montana.
- David Henrie et Jennifer Stone font partie des six acteurs principaux de la distribution de la série Les Sorciers de Waverly Place.